# Liste der Gemeinden im Aostatal
In der Liste der Gemeinden Aostatal sind alle 74 Gemeinden der Region Aostatal aufgeführt. In der Region Aostatal gibt es keine Provinzen. Um größere Verwaltungseinheiten zu bilden, haben sich alle Gemeinden zu acht Bergkommunen zusammengeschlossen.
Der Stand der Einwohnerzahlen ist der 31. Dezember 2023, die Quelle der Einwohnerzahlen ist das ISTAT.
| Gemeinde               | ISTAT-Nummer | Berggemeinschaft                                   | Fläche in km² | Einwohner | Einwohner pro km² |
| ---------------------- | ------------ | -------------------------------------------------- | ------------- | --------- | ----------------- |
| Allein                 | 007001       | Unité des Communes valdôtaines du Grand-Combin     | 8,00          | 209       | 26                |
| Antey-Saint-André      | 007002       | Unité des Communes valdôtaines du Mont-Cervin      | 11,00         | 565       | 51                |
| Aosta / Aoste          | 007003       | -                                                  | 21,00         | 33.098    | 1576              |
| Arnad                  | 007004       | Unité des Communes valdôtaines Évançon             | 28,00         | 1232      | 44                |
| Arvier                 | 007005       | Unité des Communes valdôtaines du Grand-Paradis    | 33,00         | 806       | 24                |
| Avise                  | 007006       | Unité des Communes valdôtaines du Grand-Paradis    | 52,00         | 303       | 6                 |
| Ayas                   | 007007       | Unité des Communes valdôtaines Évançon             | 129,00        | 1369      | 11                |
| Aymavilles             | 007008       | Unité des Communes valdôtaines du Grand-Paradis    | 53,00         | 2096      | 40                |
| Bard                   | 007009       | Unité des Communes valdôtaines Mont-Rose           | 3,00          | 102       | 34                |
| Bionaz                 | 007010       | Unité des Communes valdôtaines du Grand-Combin     | 140,00        | 222       | 2                 |
| Brissogne              | 007011       | Unité des Communes valdôtaines Mont-Émilius        | 25,00         | 953       | 38                |
| Brusson                | 007012       | Unité des Communes valdôtaines Évançon             | 55,00         | 814       | 15                |
| Challand-Saint-Anselme | 007013       | Unité des Communes valdôtaines Évançon             | 27,00         | 740       | 27                |
| Challand-Saint-Victor  | 007014       | Unité des Communes valdôtaines Évançon             | 25,00         | 546       | 22                |
| Chambave               | 007015       | Unité des Communes valdôtaines du Mont-Cervin      | 21,00         | 869       | 41                |
| Chamois                | 007016       | Unité des Communes valdôtaines du Mont-Cervin      | 14,00         | 108       | 8                 |
| Champdepraz            | 007017       | Unité des Communes valdôtaines Évançon             | 48,00         | 726       | 15                |
| Champorcher            | 007018       | Unité des Communes valdôtaines Mont-Rose           | 68,00         | 369       | 5                 |
| Charvensod             | 007019       | Unité des Communes valdôtaines Mont-Émilius        | 25,00         | 2423      | 97                |
| Châtillon              | 007020       | Unité des Communes valdôtaines du Mont-Cervin      | 39,00         | 4346      | 111               |
| Cogne                  | 007021       | Unité des Communes valdôtaines du Grand-Paradis    | 212,00        | 1310      | 6                 |
| Courmayeur             | 007022       | Unité des Communes valdôtaines Valdigne-Mont-Blanc | 210,00        | 2602      | 12                |
| Donnas                 | 007023       | Unité des Communes valdôtaines Mont-Rose           | 34,00         | 2391      | 70                |
| Doues                  | 007024       | Unité des Communes valdôtaines du Grand-Combin     | 16,00         | 505       | 32                |
| Émarèse                | 007025       | Unité des Communes valdôtaines du Mont-Cervin      | 10,00         | 225       | 23                |
| Étroubles              | 007026       | Unité des Communes valdôtaines du Grand-Combin     | 39,00         | 481       | 12                |
| Fénis                  | 007027       | Unité des Communes valdôtaines Mont-Émilius        | 68,00         | 1769      | 26                |
| Fontainemore           | 007028       | Unité des Communes valdôtaines Mont-Rose           | 31,00         | 432       | 14                |
| Gaby                   | 007029       | Union der Aostataler Walsergemeinden               | 32,46         | 418       | 13                |
| Gignod                 | 007030       | Unité des Communes valdôtaines du Grand-Combin     | 25,96         | 1687      | 65                |
| Gressan                | 007031       | Unité des Communes valdôtaines Mont-Émilius        | 25,00         | 3375      | 135               |
| Gressoney-La-Trinité   | 007032       | Union der Aostataler Walsergemeinden               | 65,00         | 320       | 5                 |
| Gressoney-Saint-Jean   | 007033       | Union der Aostataler Walsergemeinden               | 69,00         | 760       | 11                |
| Hône                   | 007034       | Unité des Communes valdôtaines Mont-Rose           | 12,00         | 1159      | 97                |
| Introd                 | 007035       | Unité des Communes valdôtaines du Grand-Paradis    | 20,00         | 653       | 33                |
| Issime                 | 007036       | Union der Aostataler Walsergemeinden               | 35,00         | 381       | 11                |
| Issogne                | 007037       | Unité des Communes valdôtaines Évançon             | 23,97         | 1290      | 54                |
| Jovençan               | 007038       | Unité des Communes valdôtaines Mont-Émilius        | 6,00          | 714       | 119               |
| La Magdeleine          | 007039       | Unité des Communes valdôtaines du Mont-Cervin      | 8,00          | 99        | 12                |
| La Salle               | 007040       | Unité des Communes valdôtaines Valdigne-Mont-Blanc | 83,00         | 2032      | 24                |
| La Thuile              | 007041       | Unité des Communes valdôtaines Valdigne-Mont-Blanc | 125,00        | 776       | 6                 |
| Lillianes              | 007042       | Unité des Communes valdôtaines Mont-Rose           | 18,00         | 412       | 23                |
| Montjovet              | 007043       | Unité des Communes valdôtaines Évançon             | 18,00         | 1748      | 97                |
| Morgex                 | 007044       | Unité des Communes valdôtaines Valdigne-Mont-Blanc | 43,30         | 2057      | 48                |
| Nus                    | 007045       | Unité des Communes valdôtaines Mont-Émilius        | 57,38         | 2950      | 51                |
| Ollomont               | 007046       | Unité des Communes valdôtaines du Grand-Combin     | 53,59         | 165       | 3                 |
| Oyace                  | 007047       | Unité des Communes valdôtaines du Grand-Combin     | 30,00         | 202       | 7                 |
| Perloz                 | 007048       | Unité des Communes valdôtaines Mont-Rose           | 23,00         | 451       | 20                |
| Pollein                | 007049       | Unité des Communes valdôtaines Mont-Émilius        | 15,00         | 1501      | 100               |
| Pontboset              | 007050       | Unité des Communes valdôtaines Mont-Rose           | 33,00         | 170       | 5                 |
| Pont-Saint-Martin      | 007051       | Unité des Communes valdôtaines Mont-Rose           | 6,88          | 778       | 113               |
| Pontey                 | 007052       | Unité des Communes valdôtaines du Mont-Cervin      | 15,00         | 3541      | 236               |
| Pré-Saint-Didier       | 007053       | Unité des Communes valdôtaines Valdigne-Mont-Blanc | 34,00         | 955       | 28                |
| Quart                  | 007054       | Unité des Communes valdôtaines Mont-Émilius        | 62,00         | 4127      | 67                |
| Rhêmes-Notre-Dame      | 007055       | Unité des Communes valdôtaines du Grand-Paradis    | 86,00         | 76        | 1                 |
| Rhêmes-Saint-Georges   | 007056       | Unité des Communes valdôtaines du Grand-Paradis    | 36,00         | 163       | 5                 |
| Roisan                 | 007057       | Unité des Communes valdôtaines du Grand-Combin     | 14,00         | 1014      | 72                |
| Saint-Christophe       | 007058       | Unité des Communes valdôtaines Mont-Émilius        | 14,00         | 3468      | 248               |
| Saint-Denis            | 007059       | Unité des Communes valdôtaines du Mont-Cervin      | 11,00         | 368       | 33                |
| Saint-Marcel           | 007060       | Unité des Communes valdôtaines Mont-Émilius        | 42,00         | 1331      | 32                |
| Saint-Nicolas          | 007061       | Unité des Communes valdôtaines du Grand-Paradis    | 15,00         | 334       | 22                |
| Saint-Oyen             | 007062       | Unité des Communes valdôtaines du Grand-Combin     | 9,40          | 194       | 21                |
| Saint-Pierre           | 007063       | Unité des Communes valdôtaines du Grand-Paradis    | 26,00         | 3292      | 127               |
| Saint-Rhémy-en-Bosses  | 007064       | Unité des Communes valdôtaines du Grand-Combin     | 65,00         | 331       | 5                 |
| Saint-Vincent          | 007065       | Unité des Communes valdôtaines du Mont-Cervin      | 20,81         | 4456      | 214               |
| Sarre                  | 007066       | Unité des Communes valdôtaines du Grand-Paradis    | 28,00         | 4787      | 171               |
| Torgnon                | 007067       | Unité des Communes valdôtaines du Mont-Cervin      | 42,00         | 557       | 13                |
| Valgrisenche           | 007068       | Unité des Communes valdôtaines du Grand-Paradis    | 112,00        | 186       | 2                 |
| Valpelline             | 007069       | Unité des Communes valdôtaines du Grand-Combin     | 31,00         | 588       | 19                |
| Valsavarenche          | 007070       | Unité des Communes valdôtaines du Grand-Paradis    | 139,00        | 154       | 1                 |
| Valtournenche          | 007071       | Unité des Communes valdôtaines du Mont-Cervin      | 115,00        | 2179      | 19                |
| Verrayes               | 007072       | Unité des Communes valdôtaines du Mont-Cervin      | 22,00         | 1283      | 58                |
| Verrès                 | 007073       | Unité des Communes valdôtaines Évançon             | 8,21          | 2508      | 305               |
| Villeneuve             | 007074       | Unité des Communes valdôtaines du Grand-Paradis    | 8,00          | 1276      | 160               |